# 近背突
近背突（英語：proximodorsal process）是主龍類動物骨骼的一個特征。它是骨盆上的一对突舌或刀片状的凸缘，并用作腿部肌肉附着的固定点。这个結構對中生代鸟类和手盜龍類恐龙的解剖学和比较形态学中特别重要。骨盆由三对骨骼和一个薦骨组成。这三对骨骼分别称为髂骨、坐骨和耻骨。在坐骨上可能有闭孔突和/或近背突。更原始的条件是没有近背突，而有大的闭孔突。在原始鸟类中，坐骨是复杂的，通常具有较小甚至不存在的闭孔突，而近背突向上延伸至髂骨的前部。這一結構在是始祖鸟、孔子鳥和反鳥類中的普遍存在 。分布於南美的馳龍科的半鳥亞科兼具兩種結構 ，同時具有大的闭孔突和近背突。